# 三浦唯歌
三浦 友加 （みうら ゆか、1982年5月12日 - ） は、日本のお笑い芸人。芸名・本名、三浦 友加（読み同じ）。
山形県鶴岡市出身。東京吉本所属。
身長147 cm。血液型B型。中野めぐみ・宮本えみ子とのお笑いトリオ「サンゴ礁」の元メンバー（サンゴ礁は三浦以外の1人の脱退から、コンビとなり「さんごしょう」に改名するも解散）。
サンゴ礁は講師だった木村祐一によってつけられた名前。
東京NSC10期生。
NSC9期生の構成作家コースも卒業している。
NSCに入学する前は「電波少年 放送作家トキワ荘」(日本テレビ)に出演。
小学4年生から中学2年生までバスケットボールをやっていた経験がある。かつては芸能人女子フットサルチーム「よしもとマラティニーコ」のメンバーでもあった（サンゴ礁3人全員で加入。当時の背番号は35）。
その後、男性チームに加わり活動するも膝の半月板を損傷する。
「セクシィ松山」というのは『エンタの神様』だけでの芸名。

## 芸風
- 服装は金色のドレスを着て金髪である。大して内容の無い歌を熱唱するもの。
- 歌いだしは「シャバダバダシュビデゥビシャバダバ〜」で始まる。
- 一段落終わると「フ〜」が入る。
- 歌い終りも「シャバダバダシュビデゥビシャバダバ〜」でそのあとハミングで「ン〜」が入る。

## その他
- 2007年7月14日のエンタの神様に「セクシィ松山」という名前で初登場。その後レギュラー出演している。エンタの神様初登場の時は「セクシー松山」と表示されたが、2回目からは「セクシィ松山」と表示されている。
- エンタでは毎回「ムーディ勝山をリスペクトしている」と紹介され、ムーディ勝山をリスペクトしているので大した意味はない（取り上げて話すほどの内容でもない）歌を歌う。ムーディ勝山と隔週交代出演の時期もあった。
- 正体が椿鬼奴ではないかと一部でいわれていたが、まったくの別人である。
- 声質や歌い方からか化粧惑星（スターヴェルパウダー篇）のCMの曲を歌っているのではないかと言われているが、実際は違う。
- 2008年7月に同期の松本直樹と「自然のいえ」を結成。2010年7月に解散。
- R-1ぐらんぷり2009 1回戦敗退、R-1ぐらんぷり2013 準々決勝敗退。
- その後、頭を丸刈りにして亀田興毅の物真似を多く演じている。
- 山形県住みます芸人として、山形県で活動しローカルテレビ局にちょくちょく出演していた。（2011年6月 - 2014年4月2日）

## 持ち歌
セクシィ松山でエンタの神様に出演した際に披露した曲。
- アレを取っておく歌
- オナラの歌 - この曲の終盤で「あっ!」という会話が入る。
- 折る女の歌
- 白を買う歌 - エンタの神様初登場のときに披露した歌
- ハートマークの歌
- 105円の歌
- 返事の歌
- ポイントカードの歌 ‐ 2007年年末特番でもう一度見たい傑作ネタとして披露された。
- 見つける女の歌 ‐ 小島よしおのことを歌った曲。
- 冬に秘密を持つ女

## テレビ
自然のいえとしての出演では、自然のいえの項を参照
- ぶっコギ!（日本テレビ）-　サンゴ礁時代
- ゲンセキ（TBSテレビ）-　サンゴ礁時代
- エンタの神様（日本テレビ・不定期） - キャッチコピーは「哀愁の憂多声（うたごえ）」
- もったいない!節約エコレシピ名人芸能界No.1決定戦　(テレビ朝日)　-「自然のいえ　三浦唯歌」で出演
- ものまね新人ウォーズ（TBSテレビ）- 2010年10月4日
- 笑っていいとも!（フジテレビ）- 2010年10月5日「お笑いニートを救え!ギャグマーケット」
- 爆笑!ものまねウォーズ（TBSテレビ）- 2011年1月2日
- ニュースやまがた6時（NHK山形放送局）- 「旬をまるごと！出張キッチン」
- やままる（NHK山形放送局）- 「ミウラ食堂」